# Montmirey-la-Ville
Montmirey-la-Ville is een gemeente in het Franse departement Jura (regio Bourgogne-Franche-Comté) en telt 186 inwoners (2004). De plaats maakt deel uit van het arrondissement Dole.

## Geografie
De oppervlakte van Montmirey-la-Ville bedraagt 3,9 km², de bevolkingsdichtheid is 47,7 inwoners per km².

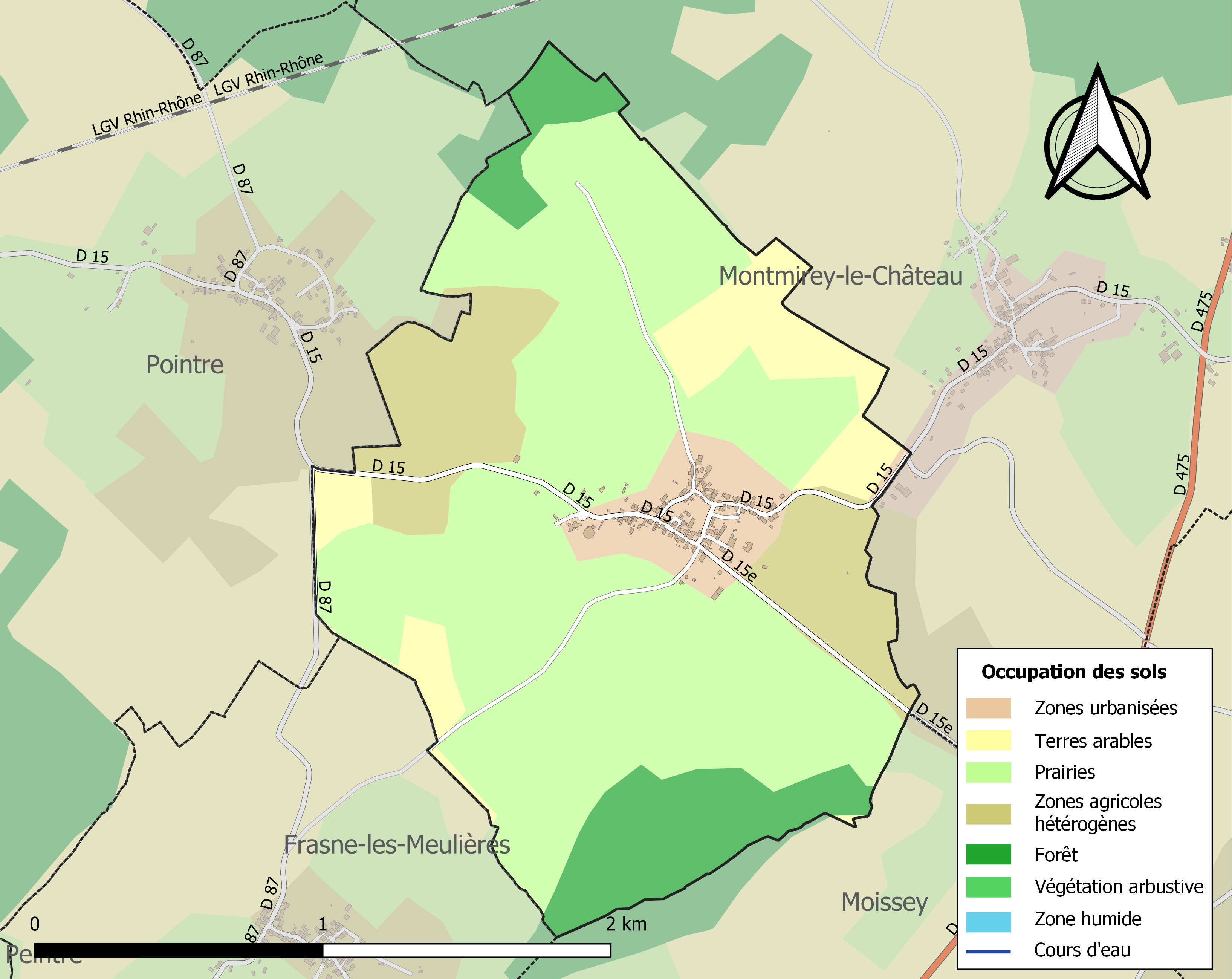
Kaart van de gemeente met de belangrijkste infrastructuur, bodemgebruik en omliggende gemeenten

## Demografie
Onderstaande figuur toont het verloop van het inwonertal (bron: INSEE-tellingen).